# Eurystheus
Eurystheus var i grekisk mytologi härskare i Tiryns, kusin till Herakles.
Efter att ha mördat sina barn i ett raserianfall, bad Herakles det delfiska oraklet om råd till bot. Han sändes till Eurystheus som undersåte och under sina tolv år där åstadkom han sina tolv stordåd.